# Sytuacja prawna i społeczna osób LGBT w Indiach

Tęczowa flaga w kształcie Indii

Sytuacja prawna i społeczna osób LGBT w Indiach – obejmuje kwestie związane z równouprawnieniem (lub jego brakiem) osób homoseksualnych (lesbijek i gejów), biseksualnych oraz trans (nie-cispłciowych) w różnych aspektach prawa indyjskiego.

## Prawo wobec kontaktów homoseksualnych
Kontakty homoseksualne były nielegalne i groziła za nie kara do 10 lat więzienia oraz grzywna. Prawo to zostało wprowadzone przez Brytyjczyków w czasach kolonialnych. Indyjski kodeks karny z 1860 r. stwierdza w art. 377 „O wykroczeniach przeciw naturze”: „Kto bez przymusu odbywa stosunek płciowy wbrew prawom natury z mężczyzną, kobietą, czy zwierzęciem, podlega karze pozbawienia wolności do lat 10 i nałożona zostaje grzywna”.
W wyroku z 2 lipca 2009 High Court of Delhi uznał to prawo za niezgodne z indyjską konstytucją i pozbawił je mocy obowiązującej. Mimo że wyrok obowiązuje jedynie na części terytorium Indii, został uznany za precedens, otwierający drogę do pełnej legalizacji stosunków homoseksualnych. W orzeczeniu sąd napisał, że zakaz ten miał charakter dyskryminujący i stanowił pogwałcenie podstawowych praw osób homoseksualnych. Ze stanowiskiem sądu nie zgadzały się środowiska chrześcijańskie oraz muzułmańskie, które złożyły apelację. 12 grudnia 2013 r. Sąd Najwyższy Indii uznał przepisy z 1860 r. za w pełni obowiązujące, które zmienić może jedynie parlament, czym uchylił decyzję sądu w Delhi.  6 sierpnia 2018 Sąd Najwyższy Indii po ponad 150 latach zmienił ustawę, sprawiając, że homoseksualizm od tego dnia nie jest wykroczeniem i nie grozi już za niego kara.

## Ochrona prawna przed dyskryminacją
Nie istnieją żadne przepisy zakazujące dyskryminacji osób homoseksualnych.

## Uznanie związków tej samej płci
Nie istnieje żadna forma uznania związków jednopłciowych.

## Życie osóbLGBTw kraju
Indie należą do krajów nietolerancyjnych wobec mniejszości seksualnych.
Pierwsze parady LGBT odbyły się tam w 2008 roku, w Nowym Delhi, Kolkacie i Bangalore. W późniejszym okresie parada odbyła się także w Mumbaju.
W 2006 roku książę Manvendra Singh Gohil publicznie wyznał, że jest gejem. Jest on pierwszym na świecie członkiem rodziny królewskiej, publicznie mówiącym o swojej orientacji homoseksualnej.